# Warthen
Warthen  war ein Gutsdorf südwestlich von Königsberg im heutigen Rajon Gurjewsk in der russischen Oblast Kaliningrad.

## Geographische Lage
Warthen lag etwa acht Kilometer südwestlich des Stadtzentrums von Königsberg unweit der Reichsstraße 1, heute hier die Regionalstraße 27A-020 (ex A194).

## Geschichte
Das früher Warthen (vor 1820 auch Warten) genannte Gutsdorf kam als Landgemeinde 1874 zum neu errichteten Amtsbezirk Wundlacken und gehörte bis 1945 zum Landkreis Königsberg, ab 1939 Landkreis Samland, im Regierungsbezirk Königsberg der preußischen Provinz Ostpreußen. 1897 wurde die kleine Landgemeinde Anker nach Warthen eingemeindet. Im Jahre 1910 betrug die Einwohnerzahl 187. Nach der Auflösung des Amtsbezirks Wundlacken im Jahr 1923 gelangte Warthen in den Amtsbezirk Kalgen.
Am 30. September 1928 gab Warthen seine Eigenständigkeit auf und schloss sich mit dem Gutsbezirk Wundlacken zur neuen Landgemeinde Wundlacken zusammen. Diese wurde 1939 in den Nachbaramtsbezirk Godrienen (heute russisch: Laskino) umgegliedert, als der Amtsbezirk Kalgen nämlich aufgelöst wurde.
Nach 1945 wurde das Gutsdorf Warthen (offenbar) nicht wieder besiedelt und ist nicht mehr vorhanden.

## Kirche
Die überwiegende Mehrheit der Warthener Bevölkerung war vor 1945 evangelischer Konfession. Das Dorf war in das Kirchspiel Haffstrom eingepfarrt und gehörte zum Kirchenkreis Königsberg-Land I innerhalb der Kirchenprovinz Ostpreußen der Kirche der Altpreußischen Union.